# Orientogomphus indicus
Orientogomphus indicus là loài chuồn chuồn trong họ Gomphidae. Loài này được Lahiri mô tả khoa học đầu tiên năm 1987.